# Feleknas Uca
Feleknas Uca (ur. 17 września 1976 w Celle) – niemiecka i turecka polityk oraz działaczka społeczna pochodzenia kurdyjskiego, posłanka do Parlamentu Europejskiego V i VI kadencji, deputowana do Wielkiego Zgromadzenia Narodowego Turcji.

## Życiorys

### Działalność do 2014
Urodziła się w Dolnej Saksonii w wielodzietnej rodzinie kurdyjskiej. Z wyznania jest jezydką. W latach 1995–1999 pracowała jako asystentka lekarza. W 1998 weszła w skład zarządu krajowego Partii Demokratycznego Socjalizmu (PDS) w Dolnej Saksonii. W tym samym roku zakładała komórkę PDS w Celle. Później pracowała jako pełnomocnik PDS w Nadrenii Północnej-Westfalii oraz skarbniczka.
W wyborach w 1999 uzyskała mandat eurodeputowanej V kadencji. W 2004 z powodzeniem ubiegała się o reelekcję. Była wiceprzewodniczącą powołanej przez deputowanych różnych frakcji grupy roboczej przeciw rasizmowi i ksenofobii. W różnych okresach działalności w PE zasiadała w Komisji Praw Kobiet i Równouprawnienia, Podkomisji Praw Człowieka, Komisji Rozwoju, Komisji Kultury, Młodzieży, Edukacji, Mediów i Sportu, Komisji ds. Petycji, a także Komisji ds. Kwestii Prawnych i Rynku Wewnętrznego. Wchodziła w skład Delegacji do wspólnej komisji parlamentarnej UE–Turcja, Delegacji do spraw stosunków z Iranem oraz Delegacji do Wspólnego Zgromadzenia Parlamentarnego AKP-UE. Należała do grupy Zjednoczonej Lewicy Europejskiej i Nordyckiej Zielonej Lewicy.
Zajmowała stanowisko rzeczniczki Terre des Femmes, niemieckiej organizacji działającej na rzecz praw kobiet, zajmującej się przede wszystkim zwalczaniem takich zjawisk jak okaleczanie żeńskich narządów płciowych, obrzezanie niemowląt, przemoc w imię honoru (przymusowe małżeństwa, zabójstwa honorowe), handel kobietami, przymusowa prostytucja i przemoc domowa.
W 2010 opublikowała w języku kurdyjskim poświęconą Unii Europejskiej książkę pt. Yekitîya Ewropayê.

### Działalność od 2014
Podczas kryzysu irackiego w 2014 pracowała jako pomocnik w jezydzkim obozie dla uchodźców w tureckim mieście Silopi.
W lipcu 2014 osiedliła się w Diyarbakırze, największym mieście zamieszkanym przez Kurdów w Turcji. W kwietniu 2015 znalazła się wśród kilku jezydów nominowanych przez Ludową Partię Demokratyczną (HDP) na listę wyborczą w zaplanowanych na czerwiec tegoż roku wyborach parlamentarnych. W wyniku głosowania została wybrana do Wielkiego Zgromadzenia Narodowego Turcji. Mandat deputowanej utrzymywała w kolejnych wyborach z listopada 2015 oraz z czerwca 2018.
17 marca 2021 Bekir Şahin, prokurator przed tureckim Sądem Kasacyjnym, wystąpił do Trybunału Konstytucyjnego, domagając się wobec Feleknas Uca i 686 innych polityków HDP pięcioletniego zakazu działalności politycznej. Wniosek połączono z żądaniem orzeczenia zakazu działalności HDP. Argumentowano to rzekomymi powiązaniami partii z Partią Pracujących Kurdystanu (PKK).